# Ahmet Can Bağırkan
Ahmet Can Bağırkan (* 13. Januar 1995 in Adana) ist ein türkischer Fußballtorhüter.

## Karriere
Çakır begann ab 2008 für die Nachwuchsabteilung von Adana Torosspor zu spielen und wechselte 2009 später in die Nachwuchsabteilung von Adana Demirspor. Im Sommer 2015 wurde er mit einem Profivertrag ausgestattet und in der Spielerliste der Profimannschaft als 3. Torhüter geführt. In der Zweitligapartie vom 21. Dezember 2015 gegen Altınordu Izmir gab Bağırkan sein Profidebüt.